# Daniel Parra
Daniel Alexis Parra Durán (Celaya, Guanajuato, 20 de julio de 1999), es un futbolista mexicano, juega como lateral Izquierdo y su equipo actual es el Atlético Morelia de la Liga de Expansión MX.

## Trayectoria

### Liga MX
El 14 de agosto del 2016, Daniel Parra debuta oficialmente a sus 17 años portando el número "295" en la Primera división con el C.F. Monterrrey entrando de cambio al minuto 89' por Celso Ortiz en la victoria 2-1 ante el Club Necaxa.

### CONCACAF Champions League
El 1 de agosto del 2016 Daniel Parra fue incluido en la lista de los 20 futbolistas convocados por el C.F. Monterrey para disputar la CONCACAF Champions League para el partido del 4 de agosto del 2016 ante el Don Bosco de Haití.
El 4 de agosto del 2016, Daniel Parra debuta en la CONCACAF Champions League jugando los 90' minutos en la victoria 3-0 ante Don Bosco.

## Selección nacional

### Categorías inferiores

#### Sub-17
El 8 de septiembre del 2014 Daniel Parra fue convocado por la Sub-17 para disputar una concentración de preparación.

## Estadísticas
Actualizado al último partido jugado el 9 de noviembre de 2024.
| C. F. Monterrey · México            | 1.ª           | 2016-17       | 1  | 0 | ―  | ― | 3 | 0 | 4  | 0 |
| C. F. Monterrey · México            | 1.ª           | 2017-18       | 0  | 0 | ―  | ― | ― | ― | 0  | 0 |
| C. F. Monterrey · México            | 1.ª           | 2018-19       | 1  | 0 | 2  | 1 | ― | ― | 3  | 1 |
| C. F. Monterrey · México            | 1.ª           | 2019-20       | 4  | 0 | 11 | 0 | ― | ― | 15 | 0 |
| C. F. Monterrey · México            | 1.ª           | 2020-21       | 9  | 1 | ―  | ― | ― | ― | 9  | 1 |
| C. F. Monterrey · México            | 1.ª           | 2021          | 5  | 0 | ―  | ― | 1 | 0 | 6  | 0 |
| C. F. Monterrey · México            | 1.ª           | 2023          | 1  | 0 | ―  | ― | ― | ― | 1  | 0 |
| C. F. Monterrey · México            | Total club    | Total club    | 21 | 1 | 13 | 1 | 4 | 0 | 38 | 2 |
| Raya2 · México                      | 2.ª           | 2022          | 5  | 0 | ―  | ― | ― | ― | 5  | 0 |
| Raya2 · México                      | Total club    | Total club    | 5  | 0 | 0  | 0 | 0 | 0 | 5  | 0 |
| C. Necaxa · México                  | 1.ª           | 2022          | 5  | 0 | ―  | ― | ― | ― | 5  | 0 |
| C. Necaxa · México                  | Total club    | Total club    | 5  | 0 | 0  | 0 | 0 | 0 | 5  | 0 |
| A. Morelia · México                 | 2.ª           | 2023          | 15 | 3 | ―  | ― | ― | ― | 15 | 3 |
| A. Morelia · México                 | Total club    | Total club    | 15 | 3 | 0  | 0 | 0 | 0 | 15 | 3 |
| Forge F. C. · Canadá                | 1.ª           | 2024          | 25 | 2 | 4  | 1 | ― | ― | 29 | 3 |
| Forge F. C. · Canadá                | Total club    | Total club    | 25 | 2 | 4  | 1 | 0 | 0 | 29 | 3 |
| Total carrera                       | Total carrera | Total carrera | 71 | 6 | 17 | 2 | 4 | 0 | 92 | 8 |
| (1)Incluye datos de la Copa México. |               |               |    |   |    |   |   |   |    |   |